# Sérigny, Orne
Sérigny är en kommun i departementet Orne i regionen Normandie i nordvästra Frankrike. Kommunen ligger i kantonen Bellême som tillhör arrondissementet Mortagne-au-Perche. År 2018 hade Sérigny 378 invånare.

## Befolkningsutveckling
Antalet invånare i kommunen Sérigny
| Referens: INSEE |